# Filius Flitwick
Filius Flitwick (*17. listopada, godina nepoznata) imaginaran je lik iz serije romana o Harryju Potteru.
Flitwick je profesor Čarolija i predstojnik doma Ravenclawa u Hogwartsu. Njegov skvičavi glas slaže se s njegovim sitnim stasom; mora stajati na hrpi knjiga kako bi mogao vidjeti preko katedre, a za profesorskim stolom u Velikoj dvorani sjedi na gomili jastučića. Ima dalekog goblinskog pretka čiji su geni i odgovorni za njegov stas. Hermione Granger rekla je da je Flitwick u mladim danima bio prvak čarobnjačkih dvoboja, veoma inteligentan i zgodan. 
Flitwickov se način poučavanja čini mnogo opuštenijim od poučavanja drugih profesora. On je na posljednjem satu prije zimskih praznika dopustio igranje društvenih igara. Već je naviknut na veliku količinu kaosa dok učenici vježbaju nove čarolije i to mu više ne smeta. Često ga pogađaju loše naciljane ili krivo izvedene čarolije te ponekad i poleti po razredu. 
Profeosr Flitwick na mnogo načina služi Hogwartsu i izvan učionice. Iskoristio je svoje vještine kako bi uredio Veliku dvoranu za Božić u prvoj knjizi. Tijekom Harryjeve druge godine, Flitwick je pomogao profesorici Sinistri da donese skamenjenog Justina Fincha-Fletchleyja u bolničko krilo. U Harryju Potteru i zatočeniku Azkabana učio je ulazna vrata da prepoznaju sliku Siriusa Blacka nakon što je ovaj uspio provaliti u školu. Pomagao je u patroliranju oko labirinta tijekom trećeg zadatka Tromagijskog turnira na Harryjevoj četvrtoj godini. U petoj je knjizi, nakon odlaska Dolores Umbridge, s lakoćom uklonio močvaru koju su za sobom u jednom hodniku ostavili Fred i George Weasley.
Flitwick je podupirao i Harryja Pottera i Dumbledorea kad je Dolores Umbridge pokušala obojicu potkopati i izbaciti iz škole u Harryju Potteru i Redu feniksa. Harryju je dao kutiju skvičavih šećernih miševa nakon Harryjevoj intervjua za časopis Odgonetač. 
Flitwick je bio profesor u Hogwartsu još u vrijeme Jamesa Pottera, Siriusa Blacka i Remusa Lupina.
U Harryju Potteru i Princu miješane krvi, Minerva McGonagall zamolila je Flitwicka da pozove Snapea da pomogne Redu feniksa kad su u školu ušli smrtonoše. Nažalost, Snape je omamio Flitwicka, pridružio se smrtonošama i na kraju ubio ravnatelja Hogwartsa, Albusa Dumbledorea.